# هائو نو ایه
هائو نو ایه (به ژاپنی: 覇王の家) یک رمان تاریخی در مورد دوران کودکی ایه‌یاسو نوشتهٔ شیبا ریوتارو است. این رمان ابتدا از سال ۱۹۷۰ تا سال ۱۹۷۱ در مجله هفتگی چاپ می‌شد. پس از آن انتشارات شرکت شینچو آن را در سال ۱۹۷۳ در ۲ جلد به چاپ رساند و پس از آن چندین بار تجدید چاپ شده است. این کتاب همراه با کتاب سکیگاهارا (رمان) و جوسای مجموعاً یک رمان سه قسمتی در مورد زندگی توکوگاوا ایه‌یاسو را تشکیل می‌دهد.